# Aveluy
Aveluy település Franciaországban, Somme megyében. Lakosainak száma 537 fő (2022. január 1.). Aveluy Authuille, Albert, Mesnil-Martinsart és Ovillers-la-Boisselle községekkel határos.

## Népesség
A település népességének változása:
| Lakosok száma | 517  | 524  | 536  | 522  | 522  | 521  | 528  | 534  | 537  |
|               | 2013 | 2015 | 2016 | 2017 | 2018 | 2019 | 2020 | 2021 | 2022 |